# 索姆莱反应
Sommelet反应（Sommelet reaction）
苄卤与六亚甲四胺反应然后水解，得到相应的醛类。